# Historia de los judíos en Croacia

Localización de Croacia (verde oscuro) en Europa.

La historia de los judíos en Croacia se remonta al menos al siglo III, aunque poco se sabe de la comunidad hasta los siglos X y XV. Según el censo de 1931, la comunidad contaba con 21.505 miembros, y se estima que en vísperas de la Segunda Guerra Mundial la población rondaba las 25.000 personas. La mayor parte de la población fue asesinada durante el Holocausto que tuvo lugar en el territorio del estado títere nazi llamado Estado Independiente de Croacia. Después de la guerra, la mitad de los supervivientes optaron por establecerse en Israel, mientras que unos 2.500 miembros continuaron viviendo en Croacia.  Según el censo de 2011, había 509 judíos viviendo en Croacia, pero se cree que ese número excluye a los nacidos de matrimonios mixtos o casados con no judíos. Se pensaba que más del 80 por ciento de la comunidad judía de Zagreb entraba en esas dos categorías.
Hoy, Croacia alberga ocho sinagogas y organizaciones asociadas, ubicadas en Zagreb, Rijeka, Osijek, Split, Dubrovnik, Čakovec, Daruvar, Slavonski Brod. De estos, la comunidad de Zagreb es la más grande y activa, y organiza eventos como el Festival de Cine Judío de Zagreb anual para promover la cultura y la identidad judías.

## Historia de la comunidad

### Comunidad antigua
Los comerciantes y mercaderes judíos llegaron por primera vez a lo que ahora es el norte de Croacia en los primeros siglos de la Era común, cuando la ley romana permitía la libre circulación por todo el Imperio. Las excavaciones arqueológicas en Osijek revelan una sinagoga que data del siglo III d. C., y una excavación en Solin descubrió tumbas judías del mismo período. Se descubrió que también surgió una comunidad judía en Split en el siglo III. En el siglo VII, los judíos buscaron refugio en Palacio de Diocleciano después de que los ávaros invadieran la capital dálmata, Salona. Se construyó una sinagoga en el muro occidental del palacio en el siglo XVI, y los descendientes de los refugiados de Salona todavía viven en la zona.

### Alta Edad Media
Una de las fuentes escritas más antiguas, que podría indicar la presencia de judíos en territorio croata, proviene de la carta del visir Hasdai ibn Shaprut, que fue enviada al rey Josph de los jázaros. Esta carta del siglo X se refiere al "Rey de los Gebalim - Eslavos", véase el artículo Miholjanec, cuyo país limita con el país de los húngaros. El Rey envió una delegación, que incluía a "Mar (en arameo: "Señor") Shaul y Mar Joseph", al califa Abd-ar-Rahman III de Córdoba. Los delegados informaron que mar Hisdai Amram llegó al palacio del rey jázaro desde el país donde vivían los "Gebalim". En hebreo "gebal" significa "montaña". Fuentes húngaras informaron que un viñedo cerca de Miholjanec fue nombrado "maestro de la montaña". Croacia también está representada como un país de "Gebalim" en una carta del obispo Gauderich dirigida a Anastasio como coautor de la leyenda de Cherson en el siglo IX.

### Baja Edad Media
Las comunidades judías de Croacia florecieron en los siglos XIII y XIV, y disfrutaron de prosperidad y relaciones pacíficas con sus vecinos croatas.
Esto terminó en 1456, cuando los judíos, junto con la mayoría de los croatas no católicos, fueron expulsados. Siguieron 200 años en los que no hay registros de judíos en Croacia. En esos 200 años, los judíos de Croacia solían estar en misiones diplomáticas en Bosnia en nombre de la República de Venecia.

#### Llegada de los refugiados españoles

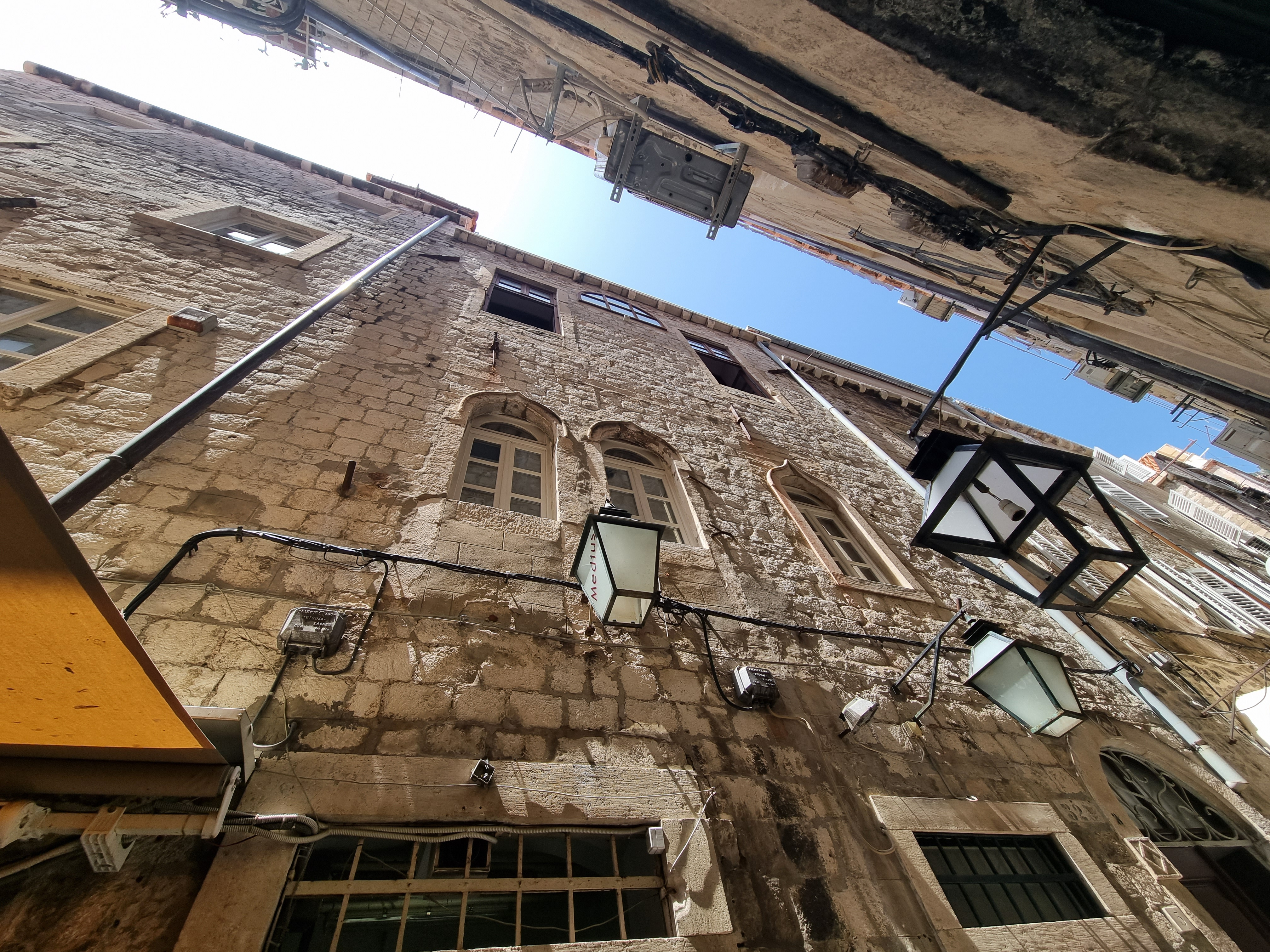
La sinagoga de Dubrovnik es la segunda sinagoga más antigua de Europa. Está construida en estilo sefardí.

Porcentaje de población judía en Banovina de Croacia antes de la Segunda Guerra Mundial en Yugoslavia, según el censo de 1931.

El siglo XV vio una creciente persecución de judíos en áreas de España retomadas en la Reconquista. A partir de 1492, refugiados judíos que huían de las inquisiciones española y portuguesa llegaron a los territorios otomanos, incluidas las provincias balcánicas de Macedonia y Bosnia . Algunos de estos refugiados llegaron a Croacia, en particular a Split y Dubrovnik, en la costa dálmata.

### Gobierno de los Habsburgo
En el siglo XVII, a los judíos todavía no se les permitía establecerse en el norte de Croacia. Los judíos viajaron a Croacia como comerciantes ambulantes, en su mayoría de la vecina Hungría. Por lo general, se les permitía quedarse solo unos pocos días. A principios de siglo, el Parlamento croata ("Sabor") confirmó su prohibición de asentamiento permanente cuando una familia judía intentó establecerse en Đurđevac.
En 1753, aunque todavía estaba oficialmente prohibido, el general Beck, comandante militar de la región de Varaždin, permitió que los judíos se establecieran en Bjelovar, Koprivnica y Varaždin. Con el fin de simplificar el tratamiento de los judíos en Croacia, el conde Franjo Patačić, por orden de la Oficina Real en Varaždin, escribió un informe completo que aboga por la residencia permanente judía en Croacia sobre la base de que "la mayoría de ellos son comerciantes, y el comercio hace que las ciudades florezcan".
La prohibición contra los asentamientos judíos en el norte de Croacia duró hasta 1783, hasta que entró en vigor el Edicto de Tolerancia de 1782 emitido por el monarca emperador de los Habsburgo, José II. Posteriormente, a los judíos se les permitió establecerse en Croacia, pero no se les permitió poseer tierras ni participar en ningún comercio protegido por un gremio, y no se les permitió trabajar en la agricultura. A pesar de estas medidas, los judíos se establecieron en Zagreb y Varaždin.
En 1840, el Sabor (parlamento) votó para permitir "gradualmente" la plena igualdad de los judíos, y durante los siguientes 33 años hubo un progreso gradual.
| Año  | Legislación                                                                        |
| ---- | ---------------------------------------------------------------------------------- |
| 1843 | Se amplía la gama de ocupaciones abiertas a los judíos                             |
| 1846 | Posibilidad de comprar la libertad mediante el pago de un "impuesto de tolerancia" |
| 1859 | Se permite a los judíos comprar casas y tierras                                    |
| 1873 | Plena igualdad jurídica                                                            |

En 1867 se inauguró la nueva Gran Sinagoga de Zagreb y el rabino Dr. Hosea Jacobi se convirtió en Gran Rabino de Zagreb. En 1873, Ivan Mažuranić firmó el decreto que permitía la plena igualdad legal de los judíos y, al igual que con otras religiones, se pusieron a disposición fondos estatales para las instituciones comunitarias.
En 1880 había 13.488 judíos en Croacia, llegando a 20.032 en 1900. A principios del siglo XX, había 21 comunidades judías en Croacia, la más grande en Zagreb (3000 personas) y Osijek (3000 personas). La comunidad judía de Croacia se convirtió en un gran éxito y se integró. En 1900, el 54% de los judíos de Zagreb y el 35% de todos los judíos croatas hablaban croata como lengua materna. A pesar de su pequeño número, los judíos estaban desproporcionadamente representados en los negocios industriales y mayoristas en Croacia, y en las industrias maderera y alimentaria. Varias familias judías se encontraban entre las familias más ricas de Croacia. A pesar de la aparente riqueza, la mayoría de los judíos eran de clase media y muchos judíos croatas de segunda generación se sintieron atraídos por los campos del derecho y la medicina.

### Primera Guerra Mundial
La Primera Guerra Mundial provocó el colapso del Imperio Austro-Húngaro y la agitación de las comunidades judías de la región. Después de la guerra, Croacia se unió a Eslovenia, Serbia, que incluía Vardar, en Macedonia y Montenegro, y Bosnia y Herzegovina para formar el Reino de Yugoslavia.
Antes de la Segunda Guerra Mundial, la comunidad croata, y especialmente la judía de Zagreb, era la comunidad preeminente de Yugoslavia. En 1940 había alrededor de 11.000 judíos viviendo en Zagreb: alrededor del 76% eran judíos asquenazíes, el 5% judíos sefardíes, el 17% no afiliados y el resto eran religiosos.

### El Holocausto

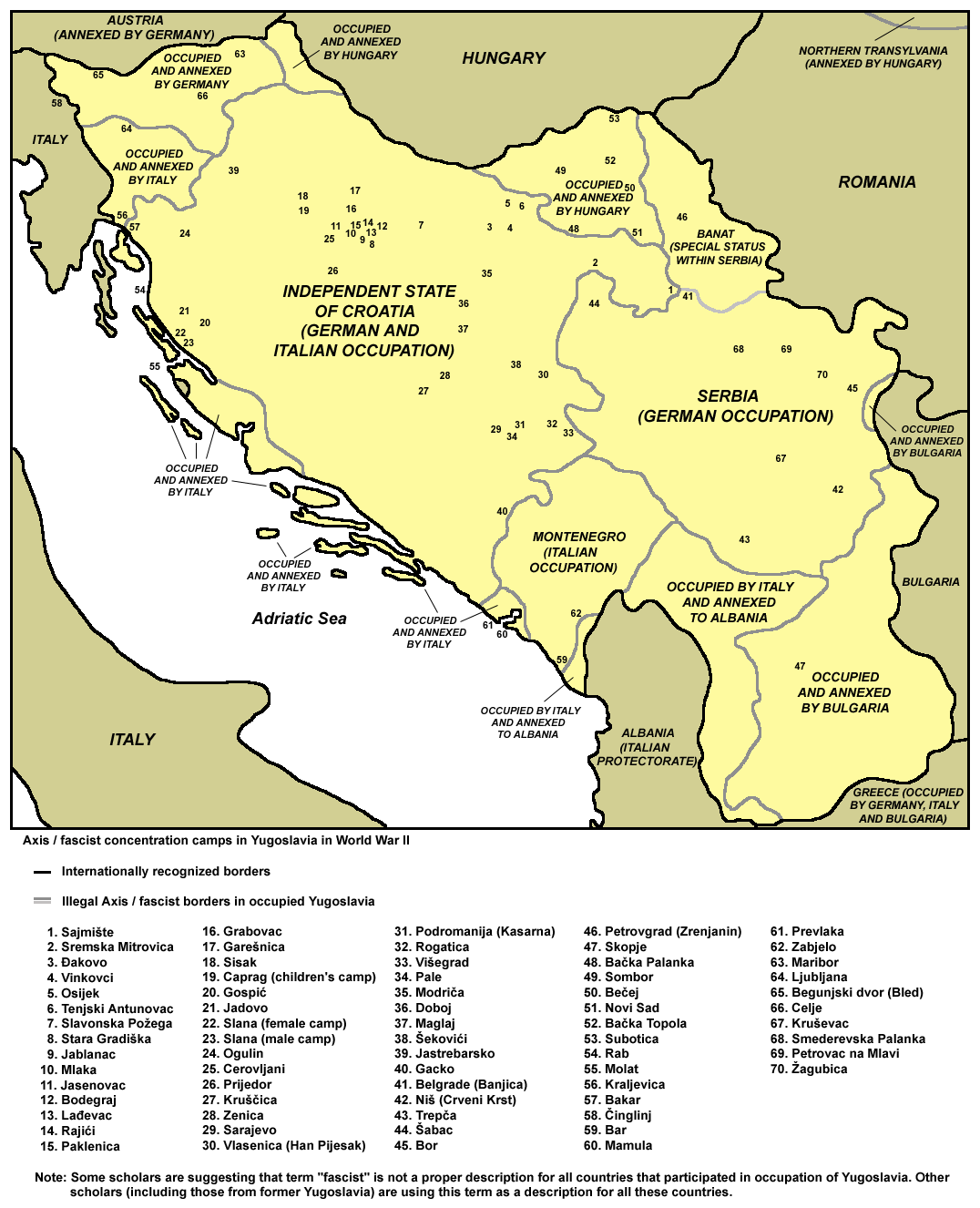
Campos de concentración en Yugoslavia durante la Segunda Guerra Mundial.

El 25 de marzo de 1941, el príncipe Pablo de Yugoslavia, de etnia serbia, firmó la alianza de Yugoslavia con las potencias del Eje bajo el Pacto Tripartito. La decisión fue impopular en muchas partes del país, y se llevaron a cabo manifestaciones masivas en la capital yugoslava, Belgrado. El príncipe Pablo fue derrocado y un nuevo gobierno bajo Pedro II y Dušan Simović tomó el poder. El nuevo gobierno retiró su apoyo al Eje pero no repudió el Pacto Tripartito. Sin embargo, las fuerzas del Eje, dirigidas por la Alemania nazi, invadieron Yugoslavia el 6 de abril de 1941.
Con el apoyo de la Alemania nazi y el Reino de Italia, el movimiento ultranacionalista croata Ustaše llegó al poder en el estado títere recién establecido llamado Estado Independiente de Croacia (NDH). Los Ustaše eran notoriamente antisemitas, y perdieron poco tiempo en instituir una legislación antijudía y perseguir a los judíos bajo su control. Al igual que los nazis obligaron a los judíos a usar brazaletes con una estrella de David amarilla. El régimen croata de Ustaše obligó a los judíos a usar dicho brazalete con la letra "Ž" de "Židov", la palabra "judío" en croata. El ministro del Interior de NDH, Andrija Artuković, dijo en 1941 sobre la proclamación de las leyes raciales: "El gobierno de NDH resolverá la cuestión judía de la misma manera que lo hizo el gobierno alemán". Ya en abril de 1941, la Ustaše y Volksdeutsche quemaron la sinagoga y destruyeron el cementerio judío en Osijek, mientras que el alcalde Ustaše de Zagreb, Ivan Werner, ordenó la destrucción de la sinagoga principal de Zagreb, que fue completamente arrasada en 1942 El Ustaše estableció una serie de campos de concentración, siendo el más notorio el de Jasenovac, en el que fueron asesinados 20.000 judíos.

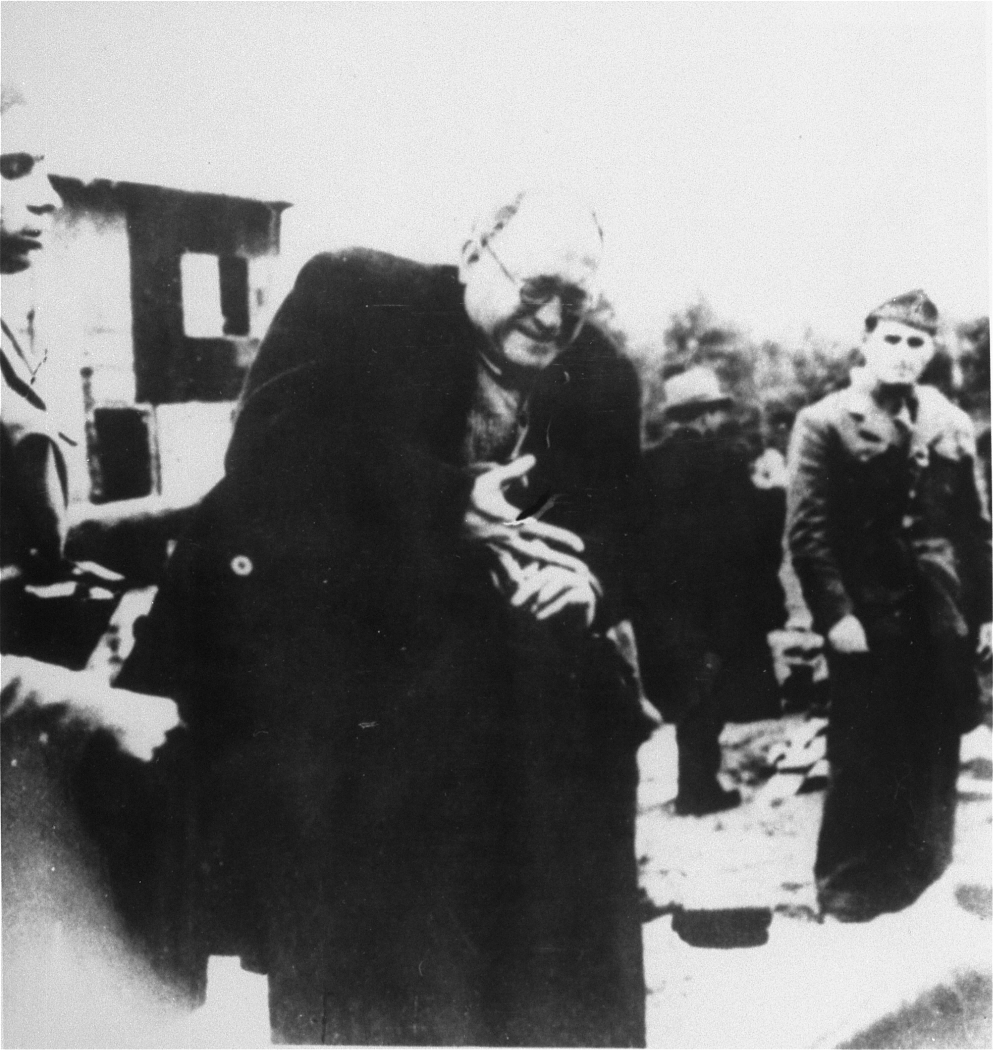
Teodor Grunfeld, conocido industrial judío croata, siendo obligado a quitarse el anillo al llegar al campo de concentración de Jasenovac.

Durante el Holocausto, unos 31 000 judíos en el NDH fueron asesinados, alrededor del 75 % por la Ustaše y alrededor del 25 % por los nazis alemanes. Esto constituía el 79 por ciento de la población judía del país antes de la guerra, incluidos 20.000 de los 23.000-25.000 judíos croatas. Sólo 5.000 judíos croatas sobrevivieron a la guerra, la mayoría como Partisanos yugoslavos, comandados por Josip Broz Tito o como exiliados en la zona ocupada por Italia. Después de la capitulación de Italia ante las potencias aliadas, los judíos sobrevivientes vivieron en territorio partisano libre.
Cuando Yugoslavia fue liberada en 1945, Croacia pasó a formar parte de la nueva federación yugoslava, que finalmente se convirtió en la República Federativa Socialista de Yugoslavia .

### Comunidad de posguerra
Después de 1945, el ateísmo se convirtió en la política oficial de Yugoslavia y Croacia. Fue por esa razón que no hubo rabinos en Croacia hasta mediados de la década de 1990. La mayoría de los judíos croatas se identificaron como yugoslavos, serbios o croatas. Después de la fundación del Estado de Israel, aproximadamente la mitad de los supervivientes renunciaron a su ciudadanía yugoslava como requisito previo para abandonar el país y adquirir la ciudadanía israelí. Aquellos que optaron por irse a Israel firmaron un documento por el cual dejaban todas las propiedades, tierras y otros bienes inmuebles a Yugoslavia.
La comunidad judía de la posguerra de Croacia se asimiló mucho, con el 80% de los 1.500 judíos de Zagreb nacidos en matrimonios mixtos o casados con no judíos. En 1991, había aproximadamente 2000 judíos en Croacia.

## SigloXXI

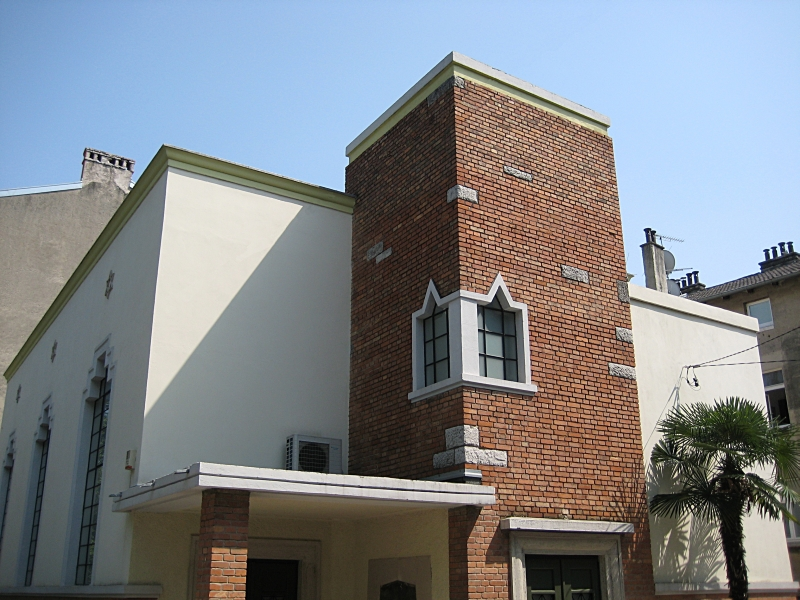
Una sinagoga en la ciudad de Rijeka

El censo croata de 2001 enumeró solo 495 judíos, con 323 en Zagreb. Aproximadamente 20 judíos vivían en cada uno de los condados de Primorje-Gorski Kotar, Osijek y Dubrovnik.
La comunidad judía en Croacia está organizada en diez "municipios" judíos (en croata: Židovska općina) en las ciudades de Čakovec, Daruvar, Dubrovnik, Koprivnica, Osijek, Rijeka, Slavonski Brod, Split, Virovitica, Zagreb. Desde 2005, Zagreb también tiene una organización judía separada llamada "Bet Israel", formada por un grupo disidente de la organización original dirigida por Ivo Goldstein y otros. La organización Jabad también está registrada en Zagreb y lleva a cabo la mayoría de las actividades judías durante todo el año.

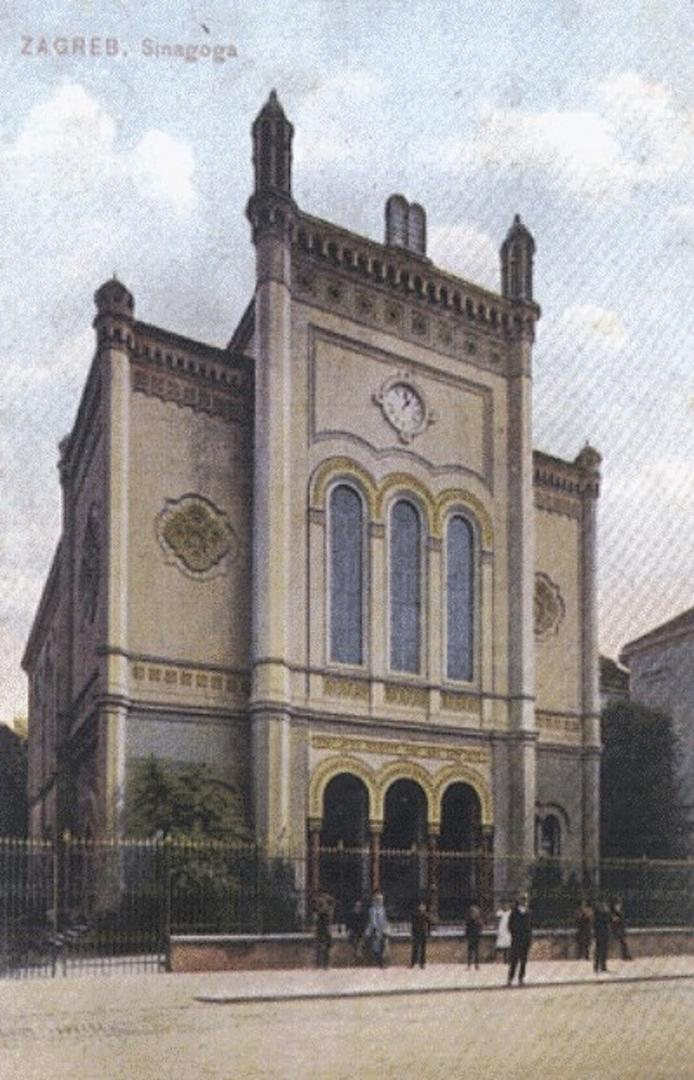
Sinagoga de Zagreb

Los judíos son reconocidos oficialmente como una minoría nacional autónoma y, como tal, eligen un representante especial en el Parlamento croata, compartido con miembros de otras once minorías nacionales.

## Comunidades regionales

### Dalmacia
Las comunidades judías de la costa croata de Dalmacia se remontan al siglo XIV d. C. Una carta de 1326 se refiere a un médico judío en Dubrovnik. La colectividad se mantuvo pequeña a lo largo de los años (100-330 miembros), aunque la comunidad se distinguió en el comercio y la medicina. La congregación se incrementó a partir de 1421 con refugiados que huían de la creciente persecución en España, y luego a partir de 1492 cuando los judíos huyeron de las Inquisiciones española y portuguesa.
La sinagoga de Split tiene más de 500 años y es la tercera sinagoga activa más antigua de Europa. Excepto por un breve período durante la Segunda Guerra Mundial, la sinagoga ha estado en uso continuo desde que se estableció. Aunque no hay un rabino en Split, la fuerte comunidad de unos 100 miembros lleva a cabo servicios regulares en Shabat los viernes por la noche (el sábado judío) y se prepara y sirve una comida kosher a todos los participantes. La sinagoga está abierta todos los días desde las 9 a. m. hasta alrededor de las 2 p. m. para visitas guiadas. Aunque el interior de la sinagoga fue restaurado en 1996, el interior es de los siglos XVIII y XIX.
El antisemitismo, basado en las actitudes de la Iglesia Católica y en la ley veneciana (que se aplicaba en ese momento), fue un problema constante para la comunidad, que vivía en guetos en Dubrovnik y Split. Cuando Dalmacia fue ocupada por las fuerzas napoleónicas, los judíos alcanzaron la igualdad legal por primera vez. En 1814, cuando el Imperio austríaco anexó Dalmacia, se retiró nuevamente la igualdad legal. A los judíos se les concedió igualdad legal bajo la ley croata a mediados del siglo XIX.

## Otras lecturas
- Yahil, Leni (1987). The Holocaust: the Fate of European Jewry, 1932-1945. Oxford University Press. ISBN 9780195045239. Consultado el 6 de abril de 2013.